# Olenivske, Bobrîneț
Olenivske (în ucraineană Оленівське) este un sat în comuna Verhnoinhulske din raionul Bobrîneț, regiunea Kirovohrad, Ucraina.

## Demografie
Componența lingvistică a localității Olenivske
     Ucraineană (92,59%)
     Română (4,63%)
     Rusă (2,78%)
Conform recensământului din 2001, majoritatea populației localității Olenivske era vorbitoare de ucraineană (92,59%), existând în minoritate și vorbitori de română (4,63%) și rusă (2,78%).